# エクスプローラー (オーストラリアの鉄道車両)

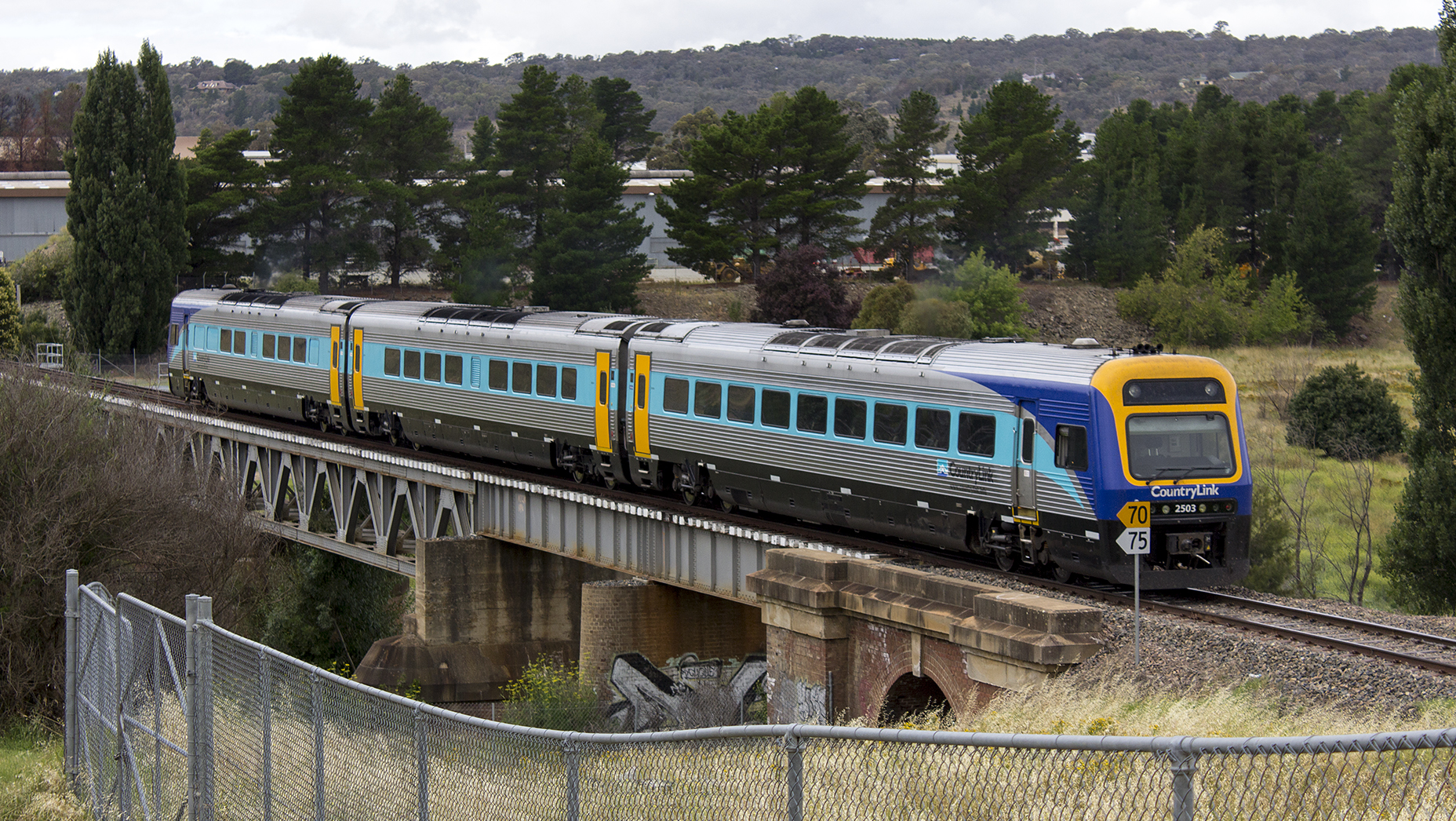

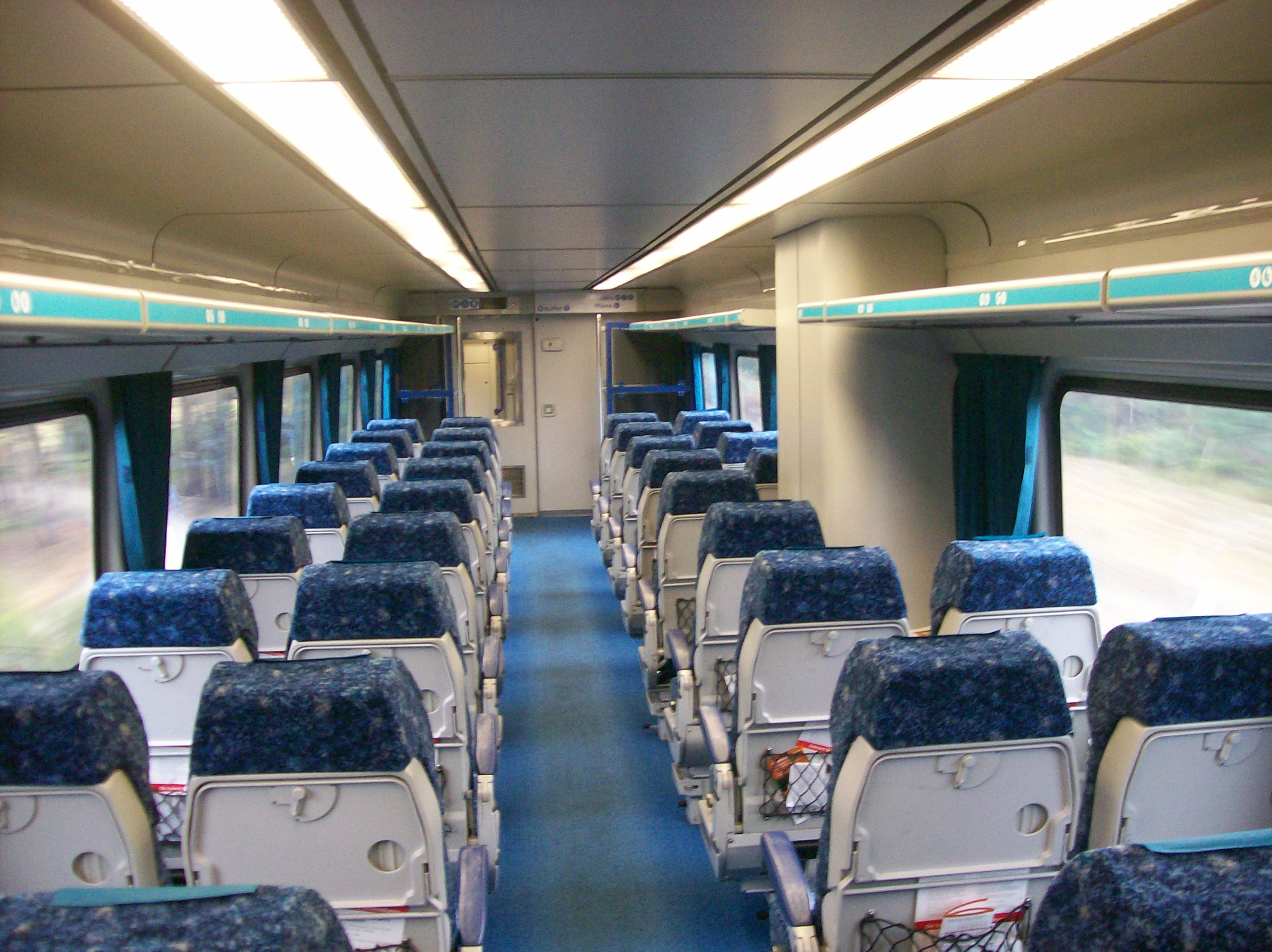

エクスプローラー（Xplorer）は、ニューサウスウェールズ州の地域鉄道サービスで、NSWトレインリンクが運行する気動車である。最初のエクスプローラーは1993年10月から運行を開始し、シドニーを起点にアーミデイル、ブロークンヒル、グリフィス、キャンベラ、モリーを結んでいる。エンデバー鉄道車両と機構的には同じであるが、より高いレベルの乗客用アメニティを備えている。23台の車両はすべて、ビクトリア州のダンデノングでABBトランスポーテーションによって製造された。

## 歴史
1988年3月の州政府の選挙の後、コンサルティング会社のブーズ・アレン・ハミルトンは、NSW鉄道サービスに関するレポートの作成を依頼された。報告書は、州内の鉄道旅客サービスは採算性の観点から判断して閉鎖することを推奨したが、これは政治的に実行不可能だった。 レポートは、サービスを維持する必要がある場合、拡張された長距離バス（Coach）のネットワークによって補完されたXPTの運行を推奨した。
このオプションは政府によって採用され、新しい運行表が1990年2月に導入された。これによって廃止された列車のひとつが、シドニーからアーミデールまでのノーザンテーブルランズエクスプレスで、これは、機関車で牽引されるHUB/RUBセットとXPTによって隔日で運行されていた。これはタムワースで終着し、1日のXPT日帰り運用に変更された。シドニーからアーミデイルまではバスが導入された。バスに取って代わられるもう1つのサービスは、DEBセットで運行するウェリスクリークからモリーへの接続サービスであった。
1990年3月の連邦選挙で鉄道サービスが停止されたNSW州北部の有権者の支持を失ったため、国民党は政策転換が必要であると判断した。1990年6月、政府はアーミデイルとモリーへのサービスを再導入するために17台のエクスプローラー車両を購入し、キャンベラの機関車牽引客車とバスを置き換えると発表した。これにより、グラフトンへの毎日のサービスを運用するXPTが捻出された。 エクスプローラーは、1993年10月にノースウエスタンサービスに投入され、1993年12月にキャンベラサービスに投入された。 1994年11月、政府はさらに4台のエクスプローラー車両を注文した。
2000年5月から、エクスプローラーはグリフィスとブロークンヒルへの毎週のサービスを引き継いた。
すべては、NSW TrainLink Regional Train Projectに置き換えられる予定である。 2019年2月にCAFとの契約が締結され、エクスプローラーは2023年から交換される予定である。

## サービス

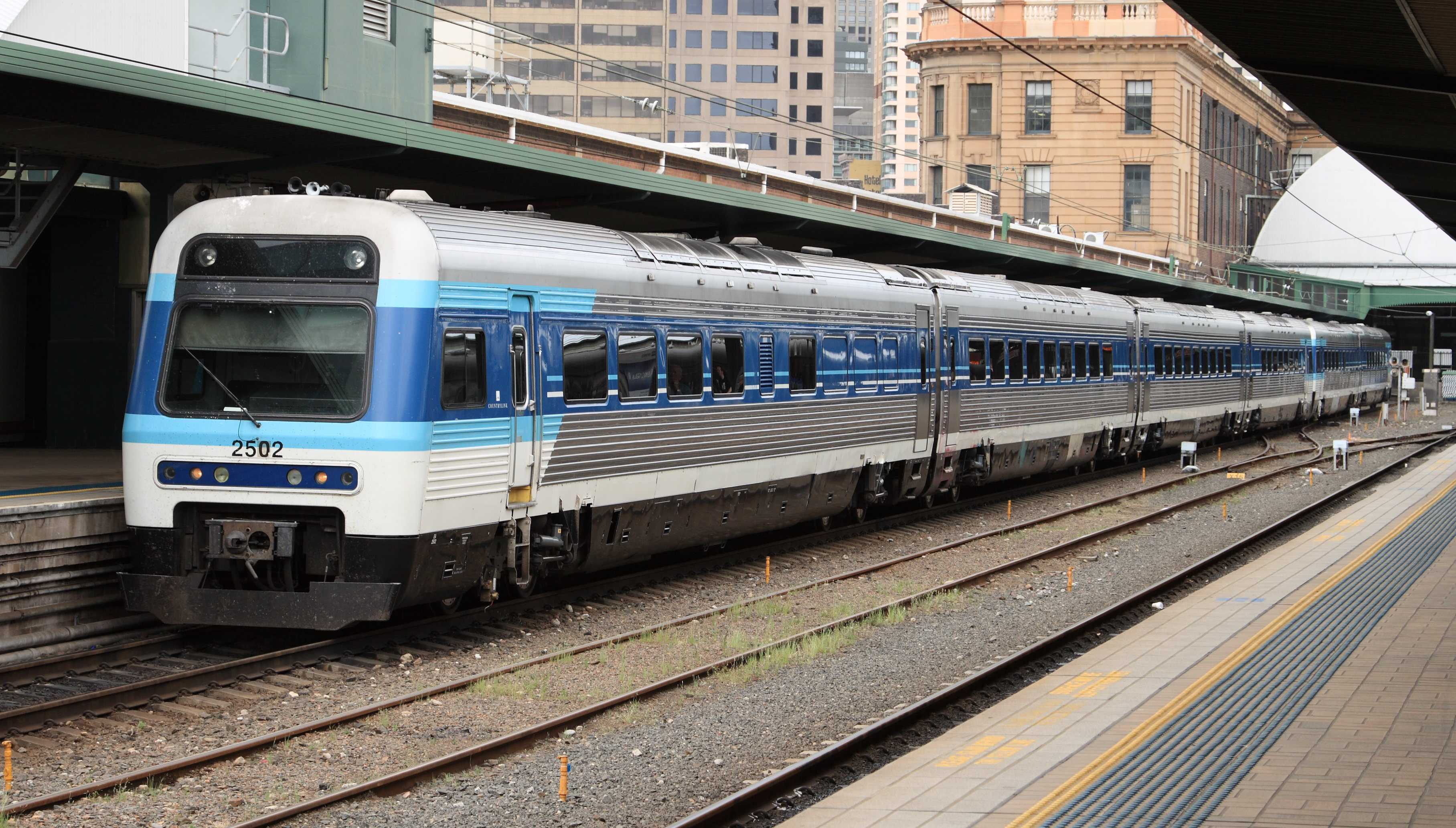
最初のCountryLinkのカラーリングのエクスプローラー 2006年10月シドニーセントラル

エクスプローラーは現在、セントラル駅 (シドニー)を起点として以下のサービスを運行している。
- アーミデイルとモリー ： [14]アーミデイル/モリーXplorerの毎日のサービスは、メイン・ノーザン線に沿って、列車が分岐するウェリスクリークまで運行し、一部の車両はアーミデールまで進み、残りの車両はモリーまで進む。アーミデイル行きは通常3両で構成され、モリー行きは2両である。需要の高い時期には、これらはそれぞれ最大4両および3両の車両を使う。
- キャンベラ ： [15] 1日3便。通常は3両で運行されるが、需要が高いときには最大4両まで増結される。
- グリフィス ： サービスは、土曜日のみ運行され、ゴウルバーンまでキャンベラエクスプローラーサービスに付属しており、メインサウス、ヘイ、ヤンコグリフィスの路線を経由してグリフィスまで運行する。サービスは日曜日に戻り、ゴウルバーンでキャンベラエクスプローラーと連結される。どちらかの列車が遅れた場合には別々にシドニーまで運行する。通常2両または3両で運行される。
- ブロークンヒル ： [16] アウトバックエクスプローラーサービスはメインウエスタン線とブロークンヒル線に沿って運行され、ブロークンヒルアウトバウンドサービスは月曜日に運行し、火曜日に戻る。通常は3両の車両で運行されている。

## 車両
車両の形式は以下のとおりである。
- EAファーストクラスドライビングパワーカー：ファーストクラスの座席、ビュッフェ、衛星電話。
- EBエコノミークラス中型パワーカー：エコノミークラスの座席とトイレ。
- ECエコノミークラスドライビングパワーカー：エコノミークラスの座席、ベビートイレ付きのバリアフリートイレ、車椅子スペース、予約済みの荷物スペース。

車両番号は以下のとおりである。
- EA 2501-2508
- EB 2511-2517
- EC 2521-2528

EA 2508とEC 2528は、以前はエンデバーの鉄道車両LE 2815とTE 2865であった。ダプトからキアマまでのイラワラ線の電化によって利用可能になり、ダンデノンのボンバルディア交通機関によってエクスプローラーに改造された。これら2台の車両の改造により、鉄道サービスをブロークンヒルにアウトバックエクスプローラー（当初はシルバーシティエクスプローラーとして知られていた）に再導入することができた。
各車は1800rpmで定格383kWのカミンズ KTA-19Rディーゼルエンジンを搭載  Voith T311r油圧トランスミッションに結合されたVoith Turbo V15/19は1台のボギーの両方の車軸を駆動しする。トランスミッションにはVoith KB260/r 流体力学ブレーキが組み込まれている。このトラクションパッケージにより、エクスプローラーの最高速度は160km/h（100mph）になる。しかし、運行中は145km/h（90mph）に制限されている。補助の135kWカミンズLT10R（G）ディーゼルエンジンは、ニューエイジスタンフォードUCI274Fオルタネーターを駆動して、エアコンと照明に電力を供給する。

### 改修
2006年10月、RailCorpはXplorerおよびEndeavour鉄道車両の改修に入札を発行した。契約には、新しい座席、ビュッフェのアップグレード、新しいカーペット、トイレのアップグレード、DVAのアップグレード、予約済みの荷物の延長セクション、および列車用の車椅子スペースの増加が指定されていた。Bombardier Transportation、Downer Rail、およびUnited Group Railが応答し、Bombardierが落札者となった。すべてのユニットは新しいCountryLinkカラーに再ペイントされた。改修は2007年半ばに始まり、2008年末に完了した。NSWトレインリンクの設立後、CountryLinkブランドは列車から削除された。

## ギャラリー

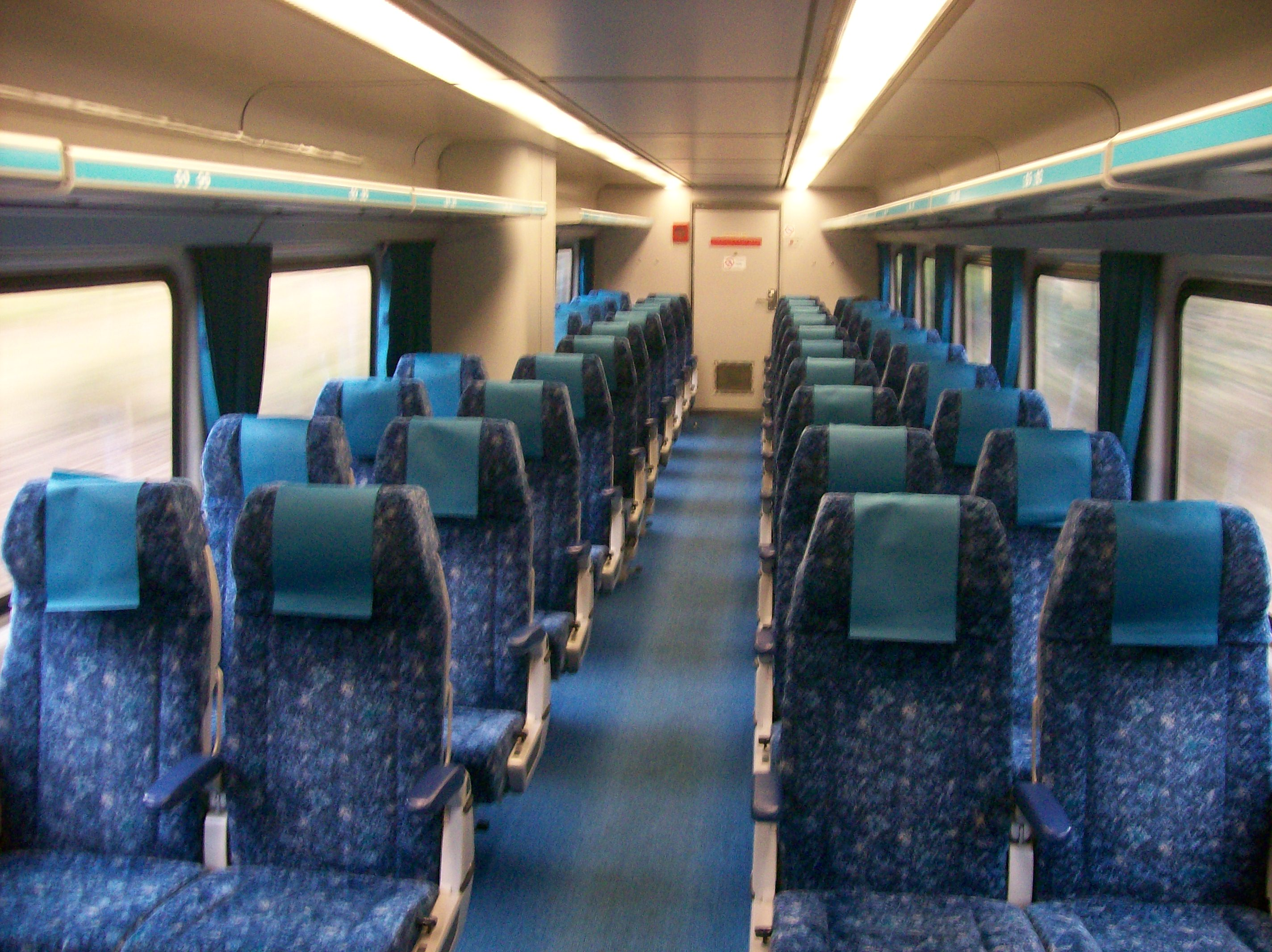
改装済みのエコノミークラス
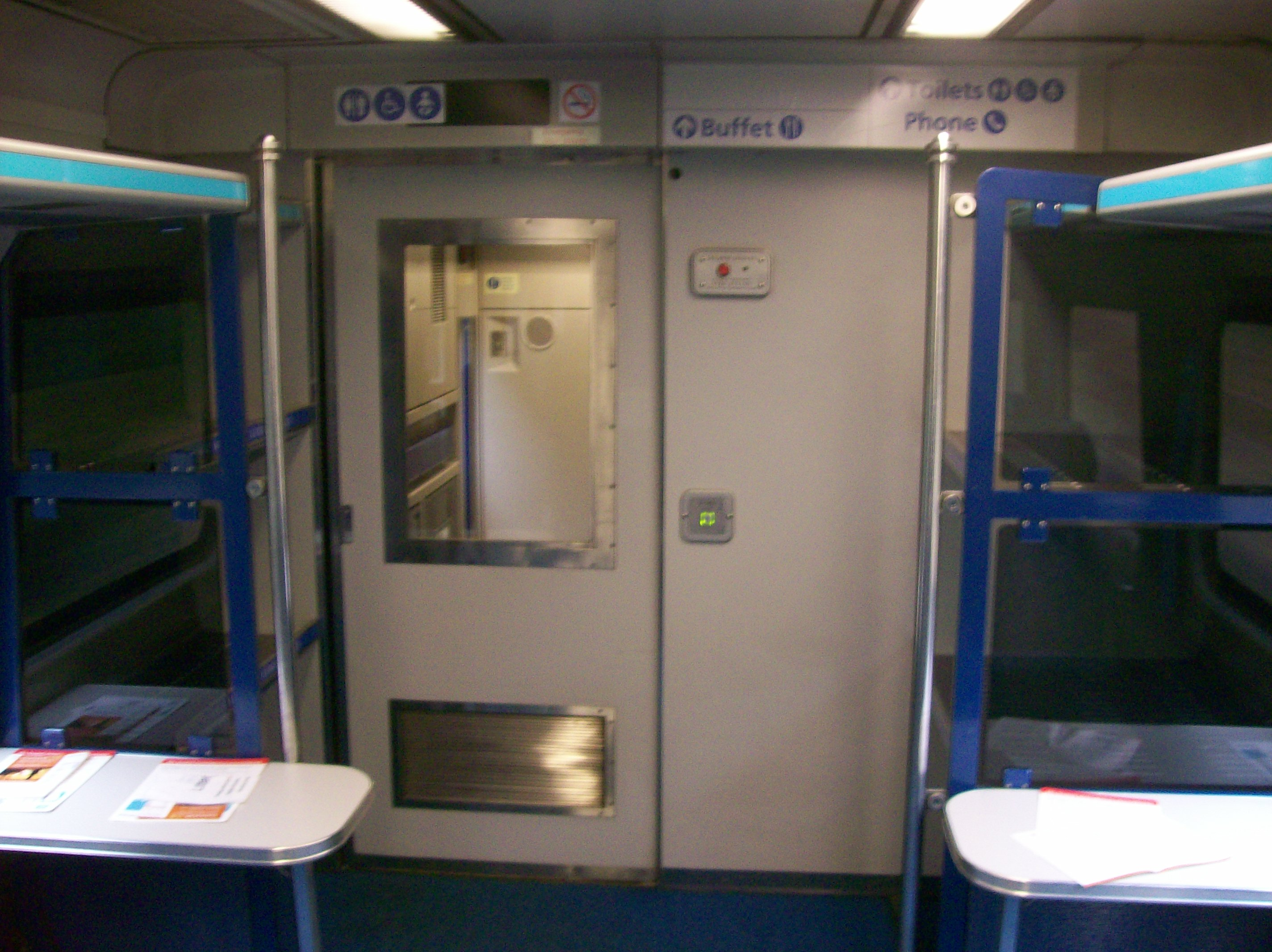
輸送終了時の玄関口への扉
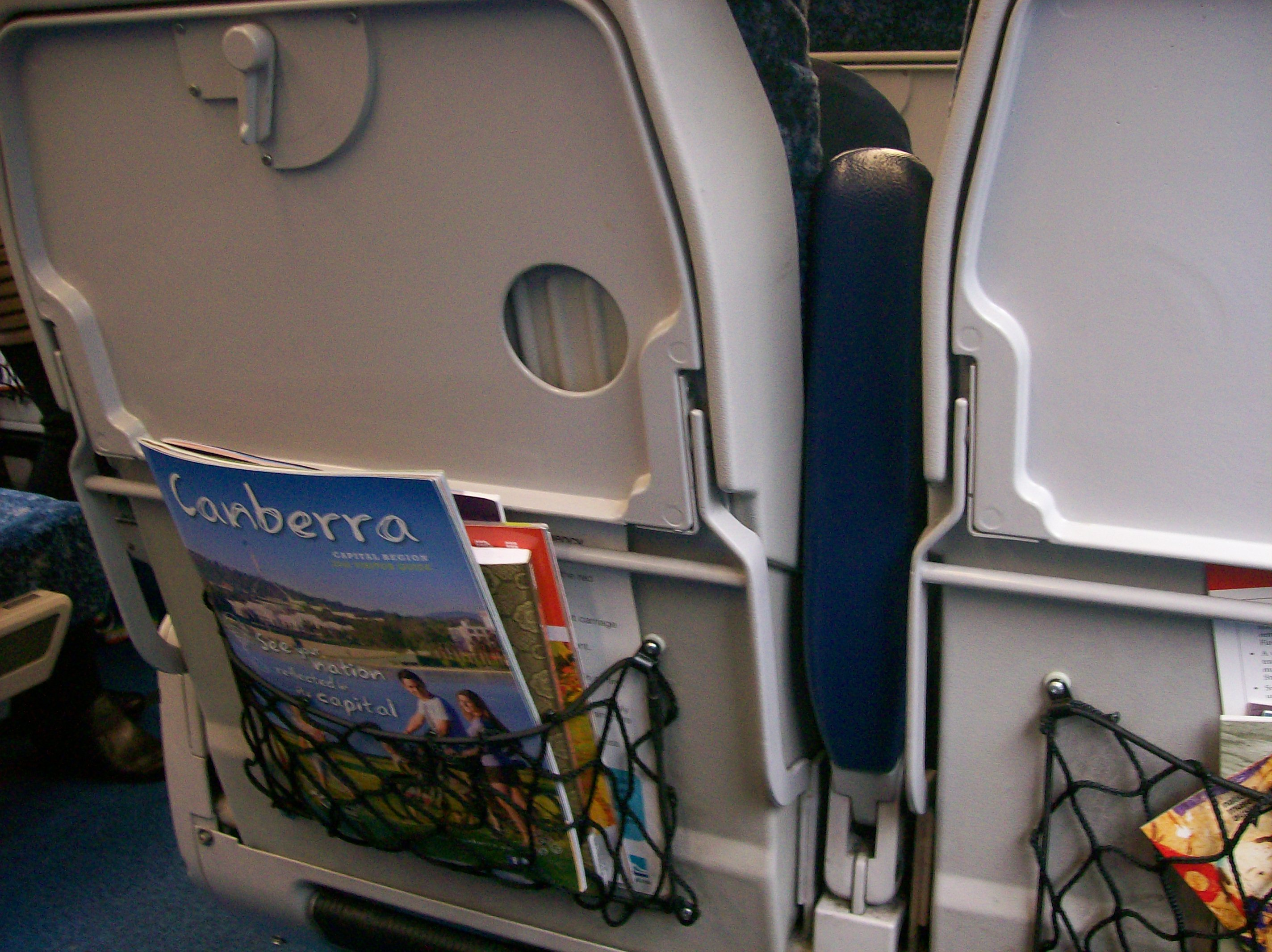
座席後部の身の回り品を収納できるスペース